# Cripple Bastards
I Cripple Bastards sono un gruppo musicale grindcore italiano, formatosi ad Asti nel 1988. Sulla rivista inglese Terrorizer con Misantropo a senso unico compaiono al sesto posto nella top 20 della discografia essenziale del grindcore europeo di tutti i tempi, subito dopo a Napalm Death, Carcass, Extreme Noise Terror e Nasum.
Una delle caratteristiche distintive della band sono i testi, estremamente duri e polemici, e spesso cantati in italiano: la grande importanza che questi hanno per la band è comprovata anche dalla presenza nei booklet di commenti che ne spiegano il senso o ne esaltano i significati.
Il fondatore e leader della band Giulio "The Bastard" è un grande appassionato del cinema thriller italiano degli anni settanta e ottanta e spesso negli album si trovano intro tratte da film o anche brani interi ispirati ad essi, come ad esempio Pete the ripper, ispirata a Lo squartatore di New York di Lucio Fulci.

## Storia del gruppo

### 1988-1999: Dalla nascita dei CB aYour Lies in Check
Il gruppo nasce ad Asti, nel 1988, come duo batteria/voce e chitarra formato da Giulio "The Bastard" (allora quattordicenne) e Alberto "The Crippler" (diciassettenne) sulle ceneri di precedenti progetti thrash metal e hardcore che non rispecchiavano del tutto i loro gusti. L'intenzione di base dei primi Cripple Bastards era quella di creare un anello di congiunzione tra l'impatto e il nichilismo del primo hardcore punk italiano (Cheetah Chrome Motherfuckers, Negazione, Wretched, Indigesti, Raw Power e altri) e il nuovo estremismo sonoro proposto da band su etichette come Children of Revolution, Selfish Records, Earache Records, Peaceville Records e Manic Ears Records che stavano prendendo piede in quegli anni. Questo crossover di influenze unito in seguito anche al minimalismo noisecore di Seven Minutes Of Nausea, Sore Throat, Anal Cunt, ai testi ermetici e brevissimi scritti da Giulio "The Bastard" dà vita ad uno stile molto personale su cui i Cripple Bastards iniziano ad evolversi attraverso svariati demo e split album in musicassetta.
Alla formazione a due, attiva dal 1988 al 1991, si aggiungono gradualmente nuovi elementi (perlopiù batteristi e bassisti) tenendo come costante Giulio "The Bastard" alla voce e Alberto "The Crippler" alla chitarra. A livello discografico, i Cripple Bastards dei primi anni realizzano cinque demotape sull'etichetta di Giulio Baldizzone (E.U. '91 Serbian League) e una serie interminabile di EP, singoli e split su etichette do it yourself sparse per il mondo. In questo modo il nome della band inizia a circolare nel settore creando un background di fan in moltissimi paesi, fino ad arrivare a essere vista come una vera e propria cult band nel genere. Nel 1996 viene pubblicato, dalla E.U. '91 Serbian League, il primo album in studio del gruppo, Your Lies in Check. Nel 1999 con la dipartita di Alberto "The Crippler" da ogni attività musicale, il gruppo arriva alla sua formazione più stabile e longeva, rimasta inalterata fino al 2014, anno in cui Matteo "Al" Mazzotti lascia la band. La formazione vedeva Giulio "The Bastard" Baldizzone alla voce, Andrea Schintu "The Wretched" al basso, Der Kommissar alla chitarra e Matteo "Al" Mazzotti alla batteria.

### 2000-2007: DaMisantropo a senso unicoaBlackmails and assholism
Il 13 ottobre 2000 esce Misantropo a senso unico, il secondo full-length dei Cripple Bastards. È pubblicato in Europa dall'etichetta di Giulio the Bastard, negli Stati Uniti dalla Deaf American Recordings e in Brasile da Peculio Discos. Il disco è registrato agli Acqualuce Studios di Alpignano.
Il terzo album della band, Desperately insensitive, è registrato agli studi Nadir di Genova da Tommy Talamanca (chitarrista dei Sadist) e viene pubblicato dalla Necropolis Records negli USA e dalla Century Media Records in Europa. Nell'arco di 3 anni l'album viene ristampato svariate volte sia in CD da Peculio Discos, E.U. '91 Serbian League e Obscene Productions (sia per l'Europa che per l'Asia) che in vinile dalla Deep Six e dalla Massacro Records (per Stati Uniti e Italia), fino a raggiungere le 11 000 copie vendute.
I Cripple Bastards iniziano ad esibirsi dal vivo a partire dal 1992. Suonano in concerto in giro per il mondo partecipando a festival underground di rilievo come ben 6 edizioni dell'Obscene Extreme in Repubblica Ceca, 2 volte al Maryland Deathfest negli USA, il Fuck the Commerce in Germania, il Brutal Assault in Repubblica Ceca, il Neurotic Death Fest nei Paesi Bassi e altri. Sono protagonisti di tre tour, in Europa nel 1997, 1998 e 2000, nella east coast degli Stati Uniti nel 2002 e nella west coast nel 2003. I CB condividono spesso il palco con nomi storici sia del metal estremo che dell'hardcore, su tutti Napalm Death, Dismember, Suffocation, Brujeria, Pungent Stench, Brutal Truth, Nasum, Rotten Sound, Ratos de Porão, Extreme Noise Terror, Doom, Varukers, Chaos UK e moltissimi altri.
Dopo aver realizzato uno split con gli Eyehategod su Southern Lord Records e uno con i Sublime Cadaveric Decomposition su Relapse Records, i CB festeggiano il loro ventennale con l'uscita del doppio DVD antologico Blackmails and assholism nell'ottobre 2007, pubblicato dalla Obscene Productions, che ripercorre con impronta documentaristica la loro storia anno per anno, alternando interviste a clip e materiale live.

### 2008-2014: DaVariante alla morteaNero in metastasi
Nel 2008 i Cripple Bastards firmano per la FETO Records, l'etichetta inglese gestita da Shane Embury dei Napalm Death e Mick Kenney degli Anaal Nathrakh. Danno così alla luce il loro quarto album, Variante alla morte, contenente 24 brani grind interamente cantati in italiano e caratterizzato da una produzione in stile "Gothenburg sound" realizzata allo Studio Fredman in Svezia da Fredrik Nordström già produttore di At the Gates, Dimmu Borgir, In Flames, Arch Enemy e Hammerfall. L'album è stampato anche in vinile da Deep Six Records, per l'edizione americana, e da Power It Up, per l'edizione europea, in doppio LP contenente come tracce extra dei remix curati da Merzbow, Kumo, Wertham e da Lou Chano del TruceKlan con la partecipazione di Noyz Narcos e Duke Montana.
Il gruppo collabora col TruceKlan anche nel loro album Ministero dell'inferno, del marzo 2008, nella traccia Regresso Tumorale. Nel 2010 la SelfMadeGod Records Polacca pubblica la raccolta "Age of vandalism" composta da 4 CD digipack contenente un'antologia completa dei primissimi demotapes registrati dal 1987 al 1993, per un totale di 1036 canzoni, molte delle quali sotto i 10 secondi. In seguito la band pubblica l'album di cover "Frammenti di vita" stampato in CD da F.O.A.D. Records / T.V.O.R. e in vinile dalla Deep Six Records, quest'ultimo con l'aggiunta di un EP bonus. Nel marzo del 2010 la band firma per la Relapse Records USA che nel 2012 pubblica il singolo "Senza impronte" e successivamente il sesto album intitolato "Nero in metastasi" (2014) seguito da tour in Brasile, Giappone, Australia, Messico e Stati Uniti.

### 2018-presente:La fine cresce da dentro
Il 9 novembre 2018 la band pubblica la loro settima opera La fine cresce da dentro.

## Formazione

### Formazione attuale
- Giulio The Bastard – voce
- Der Kommissar – chitarra
- Schintu the Wretched – basso
- Raphael Saini – batteria
- Gigi The Ruller - percussioni

### Ex componenti
- Al Mazzotti – batteria
- Alberto the Crippler – chitarra
- Walter Dr. Tomas – batteria
- Michele Hoffman – batteria
- Eduardo 'o Brazil – basso
- Paolo Arturo – batteria
- Gaba The Drummer – batteria
- Stefano Arturo – basso
- Gigi Pacino – basso
- Fulvio Hatebox – chitarra
- Wild Vitto – chitarra

## Discografia

### Album in studio
- 1996 – Your Lies in Check (E.U. '91 Serbian League)
- 2000 – Misantropo a senso unico (E.U. '91 Serbian League)
- 2003 – Desperately insensitive (Necropolis Records, Century Media Records)
- 2008 – Variante alla morte (FETO Records)
- 2010 – Frammenti di vita (F.O.A.D. Records)
- 2014 – Nero in metastasi (Relapse Records)
- 2018 – La fine cresce da dentro (Relapse Records)

### Raccolte
- 1996 – Best crimes (Grand Theft Audio)
- 2001 – Almost Human (Obscene Productions)
- 2009 – Age of Vandalism 1987-1993
- 2017 – The Outside World - Complete Singles Collection 1992-2012 Compilation Tracks and Unreleased Recordings

### EP, 7", split
- Cripple Bastards / Violent Headache - Split 7"
- Cripple Bastards / W.B.I. - Split 7"
- Cripple Bastards Life's built on thoughts - 7" EP
- Cripple Bastards / Patareni - Split 7"
- Cripple Bastards Frammenti di vita - 7" EP
- Cripple Bastards / $ocial Genocide - Split 7"
- Cripple Bastards / Senseless Apocalypse - Split 7"
- Cripple Bastards / Capitalist Casualties / Masskontroll / Warpath Fear persuasion violence obedience - Compilation 2x10"
- Cripple Bastards / Psychotic Noise - Split 7"
- Cripple Bastards / Präparation-H - Split 7"
- Cripple Bastards / Carcass Grinder - Split 7"
- Cripple Bastards Best crimes - Compilation CD (Grand Theft Audio)
- Cripple Bastards / Suppression - Split LP
- Cripple Bastards / Wretched - Split 7" (bootleg)
- Cripple Bastards / Patareni - Split 10"
- Cripple Bastards / P.E.L.M.E. / Urban Decay / The Dread - Split CD
- Cripple Bastards Massacrecore Live 7"
- Cripple Bastards / I.R.F. - Split 7"
- Cripple Bastards / P.E.L.M.E. - Split 7"
- Cripple Bastards / World - Split 7"
- Cripple Bastards Live to hate people Live CD
- Cripple Bastards / Comrades - Split 7"
- Cripple Bastards Il grande silenzio 7"
- Cripple Bastards Almost human CD
- Cripple Bastards / Corrupted - Split 7"
- Cripple Bastards / Regurgitate - Split 7"
- Cripple Bastards / C.H.C. / Total Fucking Destruction - Split CD
- Cripple Bastards / Eyehategod - Split 7"
- Cripple Bastards / Sublime Cadaveric Decomposition - Split 7"
- Cripple Bastards / Looking For An Answer - Split 6"
- Cripple Bastards Senza impronte - 7" EP (Relapse Records)
- Cripple Bastards Japan/Australia Tour 2014 - 7" EP
- Cripple Bastards Japan Tour 2016 - Flexi 7" EP